# Nepaloserica induwae
Nepaloserica induwae är en skalbaggsart som beskrevs av Ahrens 1999. Nepaloserica induwae ingår i släktet Nepaloserica och familjen Melolonthidae. Inga underarter finns listade i Catalogue of Life.